# 北戴河国家湿地公园
北戴河国家湿地公园是一座位于中国河北省秦皇岛市北戴河区中部沿海区域的湿地公园，为中国国家湿地公园，号称为“中国最好的观鸟地点之一”，由生态保育区、森林氧吧和湿地鸟类保护区3个功能区组成，总面积306.7公顷，其中湿地面积164.2公顷，主要由浅海水域、潮间沙石海滩、河口水域、永久性河流、坑塘湖泊和沼泽洼地等湿地类型构成。

## 荣誉
北戴河国家湿地公园被环保部授予“国家自然学校能力建设项目试点单位”；被国家林业和草原局挂牌为“国家级朱鹮野化试验基地”，设立“河北北戴河滨海湿地生态系统国家定位观测研究站”；被团中央少工委评为“全国青少年生态科普教育基地”；被中国林学会授予“全国林业科普基地”；被中国湿地保护协会挂牌“中国湿地保护协会北戴河宣教培训基地”。

## 生物保护
北戴河国家湿地公园是东亚－澳大利亚候鸟迁徙线上的重要节点，中国北方重要的鸟类栖息地和鸟类保护区之一，是世界濒危鸟种黑嘴鸥仅有的三个繁殖区之一。在中国现存的1186种鸟类中，北戴河湿地可观察到450种，其中受中国国家重点保护的品种达68种。

## 教育合作
2018年6月15日，北戴河国家湿地公园与东北大学秦皇岛分校、河北科技师范学院达成战略合作关系。